# J. Valeš VAJA
Jan Valeš založil společnost VAJA (Valeš Jan) v roce 1928. Firma vyráběla motorová vozidla, cyclecary VAJA.

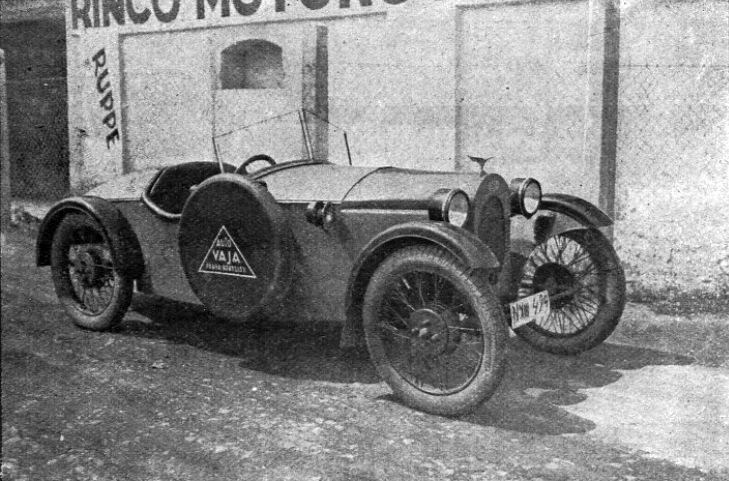
Cyclecar Vaja (1929)

## Výrobní program

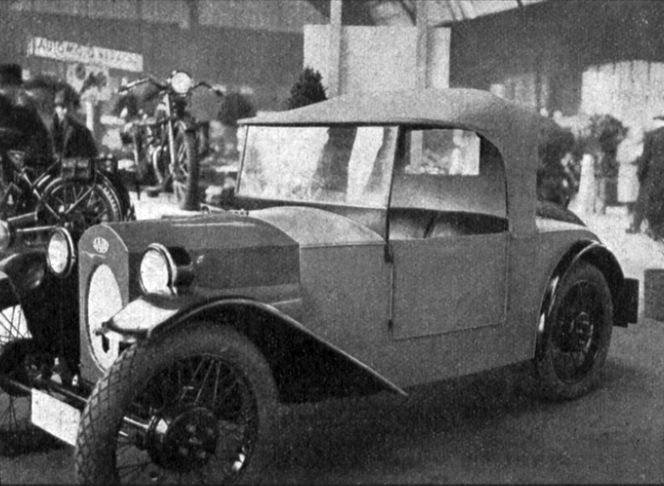
Cyclecar Vaja, roadster na výstavě v Praze (1929)

Od roku 1928 vyráběla firma VAJA motorové vozidlo tzv. cyclecar (dle pohotovostní hmotnosti vozidla 340 kg) pro 2-3 osoby. Jiný zdroj uvádí, že název vznikl spojením prvních písmen ze slov VALEŠ a JAP. Cyclecar byl definován tehdejšími mezinárodními předpisy jako čtyřkolové vozidlo s prvky motocyklové konstrukce, jehož pohotovostní hmotnost nesměla přesáhnout 350 kg. Jan Valeš pro svá vozidla používal označení cyklekar.
Veřejnosti bylo nové vozítko představeno na podzimním pražském autosalonu ( XX. mezinárodní autosalon), který se konal ve dnech 2.-9. září 1928, a tam byl cyclecar Vaja nabízen za 19000 Kč. Podruhé byl vystaven na výstavě motocyklů, která doprovázela Pražský vzorkový veletrh na jaře 1929 (XVII. mezinárodní jarní veletrh, 17.-24. března 1929), kde byl tento cyclecar nabízen v ceně 18000 Kč. Později sportovní, dvousedadlový otevřený vůz (roadster) s nouzovým sedadlem v zadní části karoserie byl nabízen za 18500 Kč. Cyclecar Vaja s britským, dvouválcovým motorem do V JAP 1000 cm³, který dosahoval rychlosti až 90 km/h, a s kompletní elektrickou výbavou Bosch stál 21500 Kč. Jan Valeš používal reklamní slogan: Vydání jako u motocyklu, Pohodlí jako u vozu.
Celkem Jan Valeš nabízel 5 typů karoserie. Otevřený roadster dvousedadlový, tentýž s nouzovým sedátkem v zadní části karoserie, roadster jako třísedadlový. Model dvousedadlový a třísedadlový byl i nabízen s kombinovanou karoserií (sedan). Silniční odbor Ministerstva veřejných prací však zakoupil v roce 1929 jedno vozidlo pro účely silniční služby k ověření, zda by se taková vozítka dala využívat pro tyto služby.
V té době mu cenově nejblíže byly automobily Start D2 za 25 000 Kč (1928) a Praga Piccolo za 29 000 Kč (1929), avšak přímo "drtivým" konkurentem se stal malý vozík konstruktéra Břetislava Novotného, jednoválcový typ Aero 10 HP představený v říjnu 1929. Ten se prodával v podstatě za stejnou cenu 18 800 Kč jako cyclecary Vaja. Vůz nebyl o moc dražší než slušný motocykl se sajdkárou. Výroba vozu Aero 10 HP se však rozbíhala pomalu, na plné obrátky jela až v roce 1931. Na "zájmu" veřejnosti se zřejmě projevil také "nesouhlas" s řešením brzd tohoto vozidla. Nožní brzda totiž působila na pravé zadní kolo a ruční brzda pak na levé, což zcela jistě nepřispívalo k bezpečnosti jízdy zvláště při brzdění.
Firma Vaja nakonec vyrobila pouze 6 vozů a kvůli nezájmu veřejnosti musela výrobu zastavit. V prosinci 1933 bylo v Československu evidováno právě 6 vozů značky Vaja. Žádné vozítko se do současnosti nedochovalo.

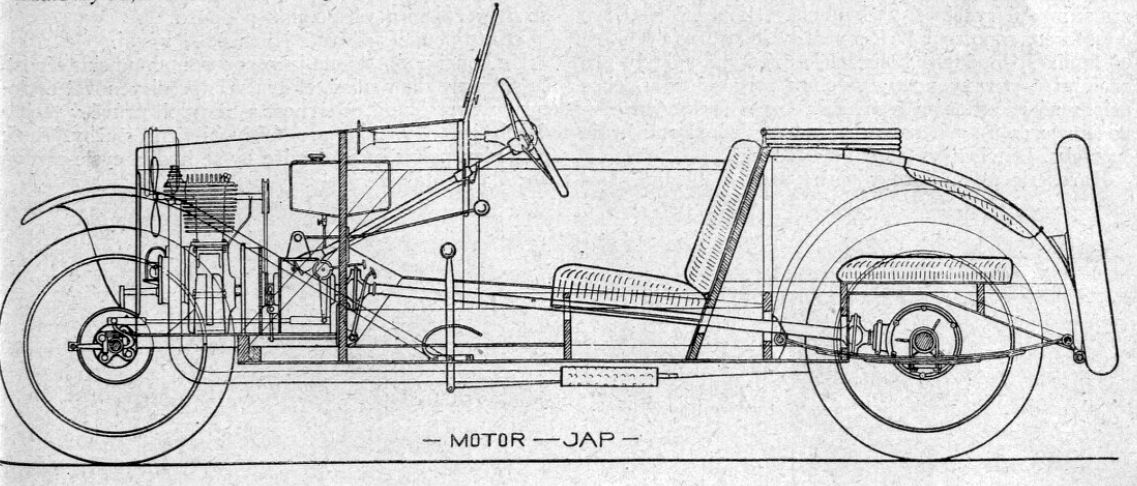
Cyclecar Vaja s motorem JAP (1929)

## Zánik společnosti
Uvádí se, že na zániku společnosti měl významný podíl společník Jana Valeše, který se v roce 1929 postaral o "úřední a finanční" záležitosti ku svému prospěchu. Spolek československých věřitelů otiskl v srpnu 1929 informaci, že firma Jana Valeše, majitele autodílny, je mezi těmi, které prošly soudním vyrovnáním. Firma Jana Valeše byla ještě uváděna jako výrobce motorových vozidel v Adresáři Republiky československé pro průmysl, živnosti, obchod a zemědělství v roce 1931. Počátkem 30. let Jan Valeš zemřel a firma zanikla. Jan Valeš je pohřben na hřbitově v Kobylisích, v oddělení V., v hrobě č. 26.